# Хорхе Гутијерез
Хорхе Иван Гутијерез Карденас (шп. Jorge Iván Gutiérrez Cárdenas; Чивава, 27. децембар 1988) мексички је кошаркаш. Игра на позицијама плејмејкера и бека.

## Биографија
Гутијерез је играо колеџ кошарку од 2008. до 2012. на Универзитету Калифорније у Берклију за екипу Калифорнија голден берса.
Након што није изабран на НБА драфту 2012. долази на пробу у Партизан али није успео да потпише уговор. Након тога је кратко играо у родном Мексику да би у новембру 2012. потписао за Кантон чарџ члана НБА развојне лиге. Са њима је био до марта 2014. када је потписао десетодневни уговор са Бруклин нетсима. Након истека истог потписао је још један десетодневни уговор, да би након тога потписао вишегодишњи уговор са Нетсима. У децембру 2014. мењан је у Филаделфија севентисиксерсе али га они већ следећег дана отпуштају. Следи повратак у Кантон чарџ да би крајем јануара 2015. поново успео да дође до НБА уговора, овога пута са Милвоки баксима. Са њима је одрадио два десетодневна уговора, да би након тога напустио клуб.
Са репрезентацијом Мексика је освојио Америчко првенство 2013. године.

## Успеси

### Репрезентативни
- Америчко првенство: 
  -  2013.
  -  2017.
- Центробаскет: 
  -  2014.
  -  2016.